# 거래 (영화)
《거래》(영어: The Deal)는 캐나다와 미국에서 제작된 하비 칸 감독의 2005년 정치 스릴러 영화이다. 크리스천 슬레이터 등이 출연하였고, 크리스 도어 등이 제작에 참여하였다.

## 출연
- 크리스천 슬레이터
- 셀마 블레어
- 로버트 로자
- 콜름 피오
- 앤지 하먼
- 존 허드
- 프랜스와즈 입
- 마이크 도푸드
- 제이 인즐리
- 케빈 타이

## 기타 제작진
- 라인 제작: 켄 로슨
- 협력 제작: 버너뎃 마이어스
- 배역: 린지 섀그
- 미술: 앤드루 데스킨
- 의상: 카티아 스타노